# Huachacalla (gemeente)
Huachacalla is een gemeente (municipio) in de Boliviaanse provincie Litoral in het departement Oruro. De gemeente telt naar schatting 1.008 inwoners (2018). De hoofdplaats is Huachacalla.